# Takeko Kudžó
Takeko Kudžó (japonsky 九条武子, Kudžō Takeko; 7. září 1887 Kjóto – 7. února 1928) byla japonská básnířka a učitelka. Byla jednou ze zakladatelek Buddhistického ženského sdružení.

## Životopis
Narodila se v Kjótu jako dcera Kósona Ótaniho, 21. opata buddhistického chrámu Niši Hongandži a vůdce sekty japonského buddhismu Niši Hongandži Džódo šinšú. Její starší bratr Kózui Ótani byl 22. opatem chrámu a známým cestovatelem po Střední Asii. Její další bratr, Sonju Ótani, byl politik ve Sněmovně šlechticů. Její matka byla dcerou samuraje z panství Kii a druhou manželkou jejího otce. Takeko byla vzdělávána ve školním zařízení, která předcházelo Kjótské ženské univerzitě.
V roce 1903, po smrti jejího otce se starala o svého bratra Kózuie. Její veřejný život začal během rusko-japonské války v letech 1904–1905, když spoluzaložila Buddhistickké ženské sdružení, které bylo aktivní v posílání balíků vojákům na frontu a v pomoci rodinám, které přišly ve válce o syny.
V roce 1909 se v dohodnutém sňatku provdala za barona Jošimasu Kudžó, bratra její švagrové. Takeko odjela do Anglie, kde její manžel navštěvoval Univerzitu v Cambridgi. Po roce se vrátila do Japonska a zanechala tak manžela v zahraničí (později se byl přidělen k pobočce banky Yokohama Specie Bank v Londýně). Pár žil v odloučení po většinu jejich životů.
Po velkém zemětřesení v Kantó v roce 1923, které zdevastovalo Tokio a okolní region Kantó, Takeko sponzorovala různé humanitární snahy pro rekonstrukci chrámu Cukudži Hongandži a založení nemocnice Asoka, jednoho z prvních moderních lékažských censter v Japonsku.
Takeko byla také známou básnířkou, která studovala u Sasakiho Nobucuny. Napsala básně a gathy o své Nembucu víře. Svou první sbírku poezie Kinrei (金)鈴) vydala v roce 1920. Následovala divadelní hra Rakuhoku (洛北) z roku 1925. Vydala ještě druhý sborník poezie Kunzen (薫染, 1928) a také svou autobiografii Širokudžaku (白孔雀, 1930).
Dne 7. února 1928 dostala otravu krve v důsledku přepětí z úsilí věnovanému projektům rekonstrukcí po zemětřesení. Zemřela ve věku 40 let.
Památka Takeko Kudžó je v celém hnutí Hongandži Džódo Šinšů oficiálně připomínána pod názvem Kisaragi-ki.